# 王秋颖
王秋颖（1924年—1984年），原名王永海，男，直隶（今河北）乐亭人，中国话剧表演艺术家。代表作有电影《甲午风云》。